# Armenisch-ungarische Beziehungen
Armenisch-ungarische Beziehungen umfassen die bilateralen Beziehungen zwischen Armenien und Ungarn. Armenien wird in Ungarn durch seine Botschaft in Wien, Österreich, und ein Honorarkonsulat in der ungarischen Hauptstadt Budapest repräsentiert. Ungarn wird in Armenien durch seine Botschaft in Tiflis, Georgien, und ein Honorarkonsulat in der armenischen Hauptstadt Jerewan repräsentiert.

## Hintergrund
Nach dem Ende des Zweiten Weltkrieges wurden beide Nationen von kommunistischen Regimen regiert. Die Volksrepublik Ungarn bildete einen Satellitenstaat der Sowjetunion und die Armenische Sozialistische Sowjetrepublik eine Unionsrepublik.
Diplomatische Beziehungen zwischen den beiden Staaten begannen erst mit dem Zerfall der Sowjetunion und dem Ende des Kalten Krieges im Jahre 1991.
Zurzeit leben zudem zwischen 3.500 und 30.000 ethnische Armenier in Ungarn.

## Abbruch der diplomatischen Beziehungen
Am 31. August 2012 brach Armenien seine diplomatischen Beziehungen zu Ungarn ab, nachdem dieses der Auslieferung von Ramil Səfərov, dem verurteilten Mörder des armenischen Leutnants Gurgen Markarjan, zustimmte. Gerüchten zufolge fand die Auslieferung im Austausch gegen eine Bestechung in Höhe von 7 Millionen US-Dollar statt. Nach seiner Rückkehr nach Aserbaidschan begnadigte man Səfərov und feierte ihn als einen nationalen Helden. Er wurde in den Rang eines Majors erhoben und erhielt zudem eine Wohnung und eine finanzielle Entschädigung für die acht Jahre, welche er in Haft verbrachte. Verwandte des ermordeten armenischen Offiziers verklagten daraufhin Ungarn und Aserbaidschan, mit der Begründung, dass sie gegen die Artikel 2 (Recht auf Leben) und 14 (Diskriminierungsverbot) der Europäischen Menschenrechtskonvention verstoßen. Der Europäische Gerichtshof für Menschenrechte erkannte die Regierungen Ungarns und Aserbaidschans als Angeklagte des Rechtsfalls an.
In Jerewan bewarfen Demonstranten das Ungarische Honorarkonsulat mit Tomaten und rissen die ungarische Flagge nieder. Auch die Vereinigten Staaten kritisierten die Entscheidung Ungarns, Səfərov zu entlassen. Im April 2013 verkündete der amtierende Außenminister Armeniens Edward Nalbandjan, dass Armenien bereit sei, die Beziehung zu Ungarn zu normalisieren, Budapest dafür allerdings auch auf Armenien zugehen müsse.

## Wiederherstellung der diplomatischen Beziehungen
Am 1. Dezember 2022, knapp ein Jahrzehnt nach dem Abbruch der diplomatischen Beziehungen, stimmten Armenien und Ungarn der Wiederaufnahme diplomatischer Beziehungen und der Etablierung nicht-ansässiger Botschaften zu. Diese Entscheidung war das Resultat von Verhandlungen, die im Rahmen der Tagung des Ministerrates der OSZE in Łódź, Polen, organisiert wurden.